# Alexandre Boulyguine
Pour les articles homonymes, voir Boulyguine.
Alexandre Grigorievitch Boulyguine (en russe : Алекса́ндр Григо́рьевич Булы́гин), né le 6 août 1851 (18 août dans le calendrier grégorien) et mort le 5 septembre 1919). Homme politique russe, ministre de l'Intérieur du tsar Nicolas II du 18 février 1905 au 17 octobre 1905.
Successeur de Piotr Sviatopolk-Mirski après les grèves et le Dimanche rouge (22 janvier 1905). Le mandat d'Alexandre Boulyguine fut marqué par la « Constitution Boulyguine » élaborée en réponse à la Révolution russe de 1905. Publiée en août 1905, elle proposait un nouvel organe consultatif. Il n'eut pas cette satisfaction, le mécontentement de ses opposants provoquèrent les grèves de septembre et octobre 1905. À la suite de ces événements, il fut limogé le 17 octobre 1905 et remplacé par Piotr Dournovo au ministère de l'Intérieur.